# أشكال العملات المعدنية

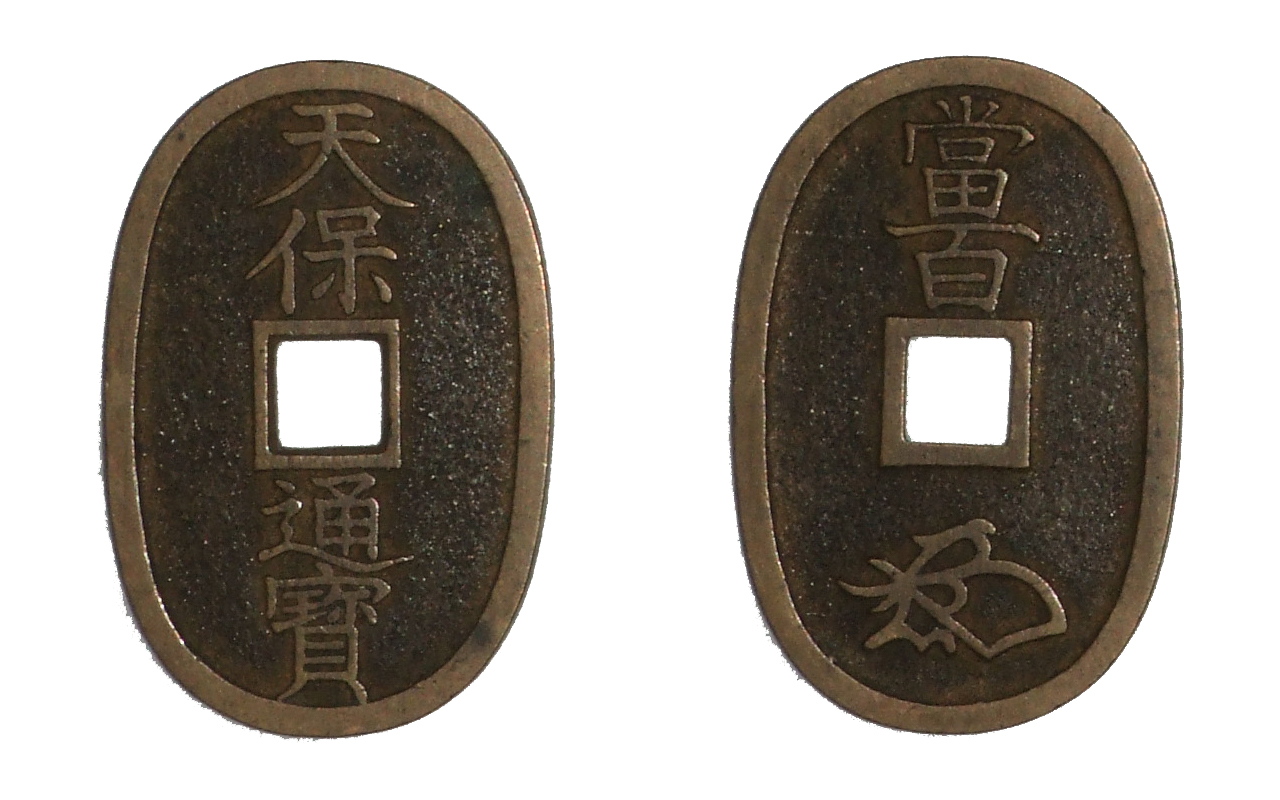
تينبو تسوهو، عملة يابانية من القرن التاسع عشر.

على الرغم من أن الغالبية العظمى من العملات المعدنية مستديرة، إلا أن العملات المعدنية مصنوعة في مجموعة متنوعة من الأشكال الأخرى، بما في ذلك المربعات، المعينات، المسدسات، السباعيات، المثمنات، العشرية، والاثني عشرية. كما تتميز بحواف متعرجة (متموجة)، وثقوب في المنتصف. غالبًا ما يكون للعملات المعدنية على شكل مضلعات حواف مستديرة أو تكون مضلعات رولو.
ترتكز هذه المقالة بشكل أساسي على العملات المعدنية المتداولة؛ حيث صنع عدد من العملات التذكارية غير المتداولة بأشكال خاصة، بما في ذلك القيثارات، الأهرامات، والخرائط. توجد قائمة تحتوي على أشكال أكثر غرابة من العملات التذكارية غير المتداولة في نهاية هذه الصفحة، والتي صدرت جميعًا رسميًا من قِبل بلدان مختلفة.

## مثلث
لدى جزر كوك عملة معدنية مثلثة متداولة بقيمة 2 دولار ذات زوايا مستديرة.

## المربعات والمعينات

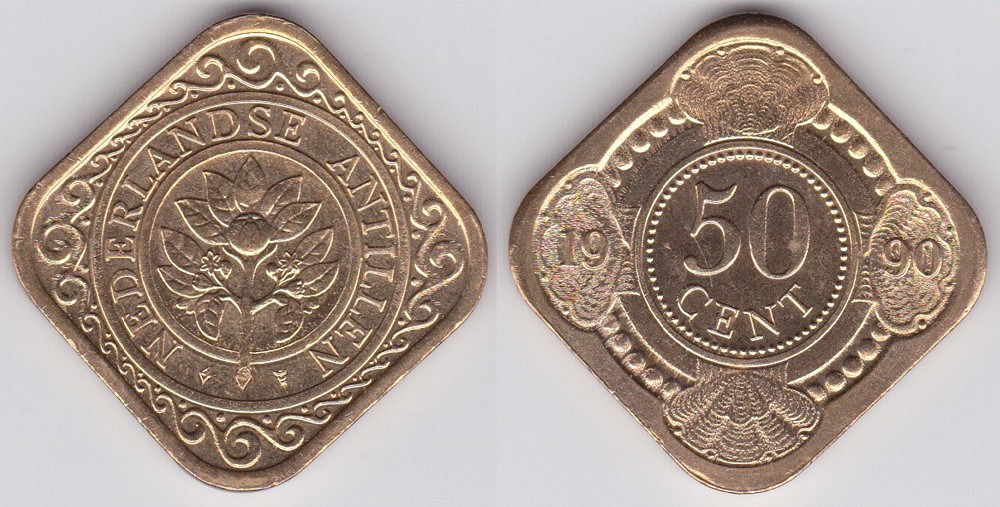
عملة 50 سنتًا من جزر الأنتيل الهولندية.

العملات المعدنية الهندية اليونانية مربعة الشكل في أغلب الأحيان. لدى أروبا عملة معدنية كبيرة متداولة بقيمة 50 سنتًا.
ضربت العديد من البلدان عملات معدنية مربعة ذات زوايا مستديرة. بعض هذه العملات، مثل عملة هولندا الزنكية فئة 5 سنتات من الحرب العالمية الثانية (1941-1943) وعملة بنغلاديش فئة 5 بويشا (1977-1994)، موجهة على شكل مربع، بينما عملات أخرى، مثل عملة هولندا فئة 5 سنتات (1913-1940)، عملة جزر الأنتيل الهولندية فئة 50 سنتًا، عملة بنغلاديش فئة 5 بويشا (1973-1974) وعملة جيرسي فئة 1 جنيه إسترليني عام 1981، موجهة على شكل ماسة. أصدرت سيلان (سريلانكا الحالية) أول عملة مربعة الشكل في عام 1909، وتبعتها عدة عملات أخرى. كانت الهند تمتلك أيضًا مجموعة متنوعة من العملات المعدنية المربعة المتداولة، مثل العملات المعدنية المقومة1⁄2عملات معدنية و2 آنا،  بالإضافة إلى عملات معدنية بقيمة 1 و5 بايسا.
كانت أموال الحصار، مثل عملات الكليبي أو أموال حصار نيوارك، في كثير من الأحيان على شكل معين (معين).

## خماسي
أدخلت المملكة المتوكلية اليمنية نظام الخماسي1⁄16 و1⁄8عملات ريال في عام 1948. في عام 2014، أصبحت ترانسنيستريا الدولة التالية التي تصدر عملة بلاستيكية صلبة خماسية الشكل بقيمة 5 روبل.

## سداسي
كان لدى الكونغو البلجيكية عملة سداسية بقيمة 2 فرنك، كما فعلت مملكة مصر (2 قرش، والمعروفة أيضًا باسم 2 قرش). تستخدم الهند عملات معدنية من فئة 3 بايسات و20 بايسات، كانت سداسية الشكل ذات زوايا مستديرة. بورما (25 باياس) ذات شكل سداسي مسنن.

## سباعي
عملة مدغشقر 10 أرياري هي عملة ذات سبعة أوجه. العملات البريطانية من فئة العشرين بنسًا والخمسين بنسًا هي مضلعات ريولو سباعية الأضلاع، كما هو الحال مع عملة الإمارات العربية المتحدة من فئة الخمسين فلسًا، عملة باربادوس من فئة الدولار الواحد، والعديد من العملات المعدنية من بوتسوانا. أصدرت العديد من بلدان الكومنولث عملات معدنية سباعية الشكل. تمتلك مضلعات رولو عرضًا ثابتًا، مما يعني أن أجهزة الكشف عن العملات في الآلات التي تعمل بالعملات المعدنية لا تحتاج إلى آلية إضافية للكشف عن الشكل. 

## مثمن
العملات المعدنية التشيلية من فئة 1 بيزو و5 بيزو الصادرة من عام 1992 إلى عام 2015 ذات ثمانية أوجه. كانت هذه هي العملة القديمة المتداولة في مالطا بقيمة 25 سنتًا والتي كانت تحتفل بالذكرى الأولى لجمهورية مالطا بعض العملات الذهبية الصادرة في كاليفورنيا. ومن بين الدول الأخرى التي أصدرت عملات معدنية مثمنة متداولة لبنان وسيراليون.

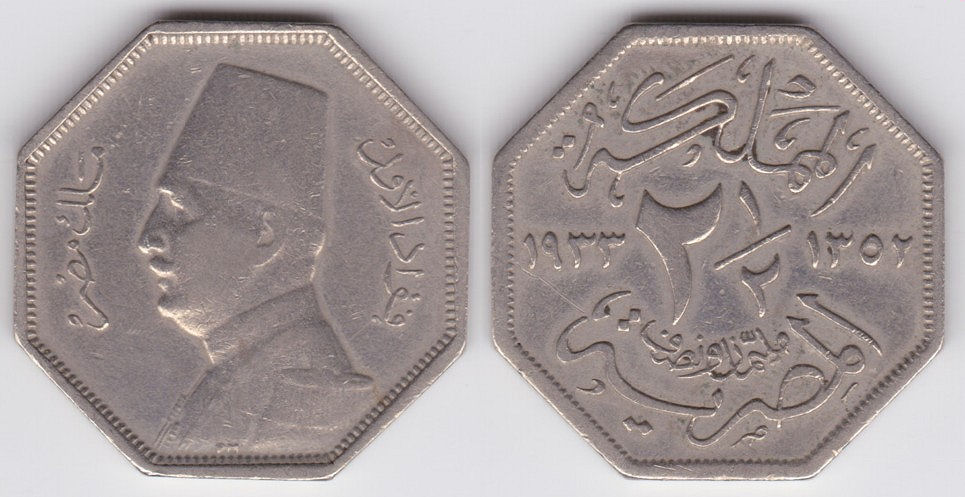
عملة مثمنة الشكل مليمتر من مملكة مصر.

## تسعة أوجه
في عام 1972، تايلاند أول دولة تُصدر عملة معدنية متداولة بتسعة أوجه، حيث أصدرت عملة عادية من فئة 5 بات عام 1972، تلتها كينيا عام 1973 بإصدار خاص من فئة 5/=. أما العملة المعدنية التسعة المتداولة الثالثة والأخيرة، صدرت في القرن العشرين، وهي عملة توفالو العادية من فئة 50 سنتًا عام 1976. حاليًا، تُصدر الفلبين عملات معدنية متسعّة الأوجه من فئة 5 بيزو ابتداءً من عام 2019 بتصميم مُحسّن للنسخة الدائرية لتمييزها عن الفئات الأخرى.

## عشري
أصدرت هونغ كونغ عملة معدنية بقيمة 5 دولارات ذات عشرة جوانب من عام 1976 إلى عام 1979، بينما أصدرت الفلبين عملات معدنية بقيمة 2 بيزو (بيزو) ذات عشرة جوانب من عام 1983 إلى عام 1990. بعض البلدان الأخرى التي أصدرت عملات معدنية متداولة ذات عشرة جوانب هي تشيلي، جمهورية الدومينيكان، جامايكا ومدغشقر.

## احد عشري
كانت العملة الهندية القديمة بقيمة 2 روبية ذات أحد عشر وجهًا، بينما كانت العملة الكندية بقيمة دولار واحد ذات شكل مضلع رولو ذي أحد عشر وجهًا.  كما أصدرت مدغشقر بعض العملات المعدنية المتداولة ذات الأحد عشر وجهًا.

استخدمت المملكة المتحدة عملة معدنية من فئة ثلاثة بنسات مضلعة على شكل اثني عشر زاوية من عام 1937 إلى عام 1971.

## اثني عشري
ضربت العديد من الدول عملات معدنية ذات اثني عشر وجهًا، أغلبها دول تابعة لكومنولث الأمم. العديد من هذه العملات هي عملات من فئة ثلاثة بنسات من الجنيه الإسترليني قبل العشرية. تشمل العملات المتداولة حاليًا عملة الجنيه الإسترليني البريطانية، عملات 50 سنتًا من أستراليا، فيجي جزر سليمان، عملة 50 سنت من تونغا والعملات الكرواتية التذكارية المتداولة بقيمة 25 كونا.

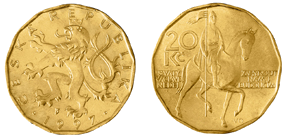
العملة المعدنية من فئة 20 كورونا من جمهورية التشيك هي عملة ثلاثية العشاري.

## ثلاثي العشري
في عام 1993، كانت جمهورية التشيك أول دولة تصدر عملة معدنية بقيمة 20 كورونا ذات 13 وجهًا. وفي عام 2013، تبعتها تونس بعملة معدنية بقيمة 200 مليمتر ذات 13 وجهًا.

## خماسي عشري
عملة تذكارية بقيمة 5 دراهم من الإمارات العربية المتحدة عام 1981م لها 15 وجهًا، احتفالًا بالقرن الخامس عشر من الهجرة.

## صدفي

هذه العملة المعدنية من فئة 50 درهمًا من ليبيا لها حافة صدفية بها ستة عشر نتوءًا.

لدى العديد من البلدان عملات معدنية ذات حواف متعرجة (متموجة). تحتوي هذه العملات عادة على اثني عشر نتوءًا (على سبيل المثال، 100 فاتو فانواتو أو 20 سنتًا هونغ كونغ)، ولكن يمكن أن تحتوي على أرقام أخرى مثل ثمانية ( 10 سنتات إيسواتيني أو عملة الخمسة سنتافو الفلبينية أنج باجونج ليبونان) أو ستة عشر (50 درهمًا ليبيا).

## مثقوب
تحتوي العملة المعدنية المستديرة في كثير من الأحيان على ثقب مركزي. في بعض البلدان كان الهدف من ذلك هو السماح بربطها معًا،  في حين تشمل الأسباب الأخرى صعوبة تزويرها وقدرة الأشخاص ضعاف البصر على تمييزها عن العملات المعدنية الأخرى.

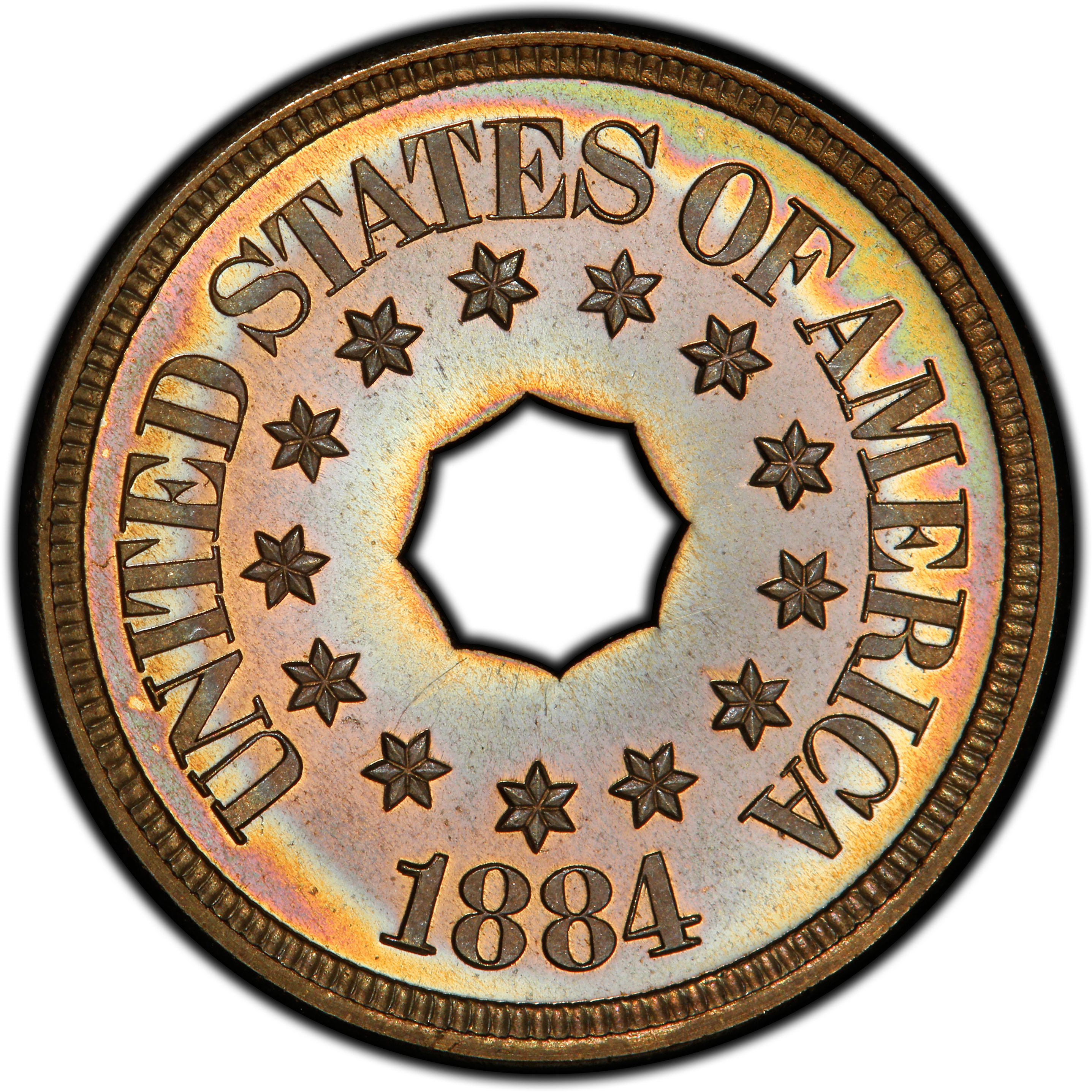
نمط حلقة الولايات المتحدة النيكل مع ثقب مثمن الشكل.

بعض العملات المعدنية تعطي انطباعًا بأن الثقوب استخدمت لحفظ المعدن، على الرغم من أنه لا يكون من الممكن إثبات على وجه اليقين أن هذا كان سبب إنشاء الثقوب. من الأمثلة على هذه العملة المعدنية ذات الثقب السداسي الكبير إلى حد ما عملة معدنية نقدية من الصفيح فئة 1 بدون تأريخ، سُكّت في الفترة من 1550 إلى 1596، تداولها في سلطنة بانتن في جاوة وسومطرة (إندونيسيا). كما استخدمت العديد من العملات المعدنية الصفيحية من فئة 1 بيتيس ذات الثقوب المستديرة الكبيرة بشكل استثنائي، والتي صنع بعضها في عملات مثمنة الشكل، في سلطنة جامبي في شمال سومطرة (إندونيسيا). بسبب المعدن الناعم المستخدم في صنع هذه العملات القديمة الرقيقة، يمكن ثنيها بسهولة. في الفترة من 1943 إلى 1947 أنتجت الهند عملات معدنية بقيمة 1 بايس للتداول بفتحات كبيرة جدًا،  ثم واصلت باكستان إنتاج عملات معدنية بقيمة 1 بايس بنفس الشكل في الفترة من 1948 إلى 1952.
كانت العملات النقدية الصينية تحتوي على ثقب مربع، في حين أن العديد من العملات الحديثة تحتوي على ثقب دائري. تشمل الأمثلة عملة اليابان بقيمة 5 ين وعملة 50 ين، وعملة الدنمارك بقيمة 1 كرونة.

## أشكال أخرى
المستطيلات: في فترة إيدو، أصدرت اليابان العديد من العملات المستطيلة المتداولة الفضية والذهبية، بالإضافة إلى إصدار رصاصي مغطى بالنحاس به ثقب.
شبه بيضاوي: أصدرت اليابان أيضًا عملات معدنية مختلفة شبه بيضاوية في فترة إيدو. 
نصف دائرة: بالنسبة لبربادوس، قطعت العملات الإسبانية إلى نصفين، ومن الصعب اكتشاف العملات الأصلية، على الرغم من وجود العديد من عمليات التزوير.

## الأشكال الإضافية بين العملات غير المتداولة
مثلث: أصدرت برمودا بعض العملات المعدنية المثلثة الخاصة منذ عام 1997 فصاعدًا ذات الحواف المنحنية. تحتوي جزيرة مان على بعض العملات المعدنية الخاصة ذات الشكل المثلث حيث لا يكون المثلث منتظمًا (الزوايا ليست جميعها 60 درجة).
مثمن: العملات التذكارية الأمريكية من فئة 50 دولارًا في بنما والمحيط الهادئ لعام 1915 على شكل مثمن حقيقي.
رباعي العشرة الأضلاع: في عام 1976، كانت ماليزيا أول دولة تصدر عملات معدنية ذات 14 وجهًا، وهي عملات غير متداولة بقيمة 10 (فضية) و200 (ذهبية). بدأت أستراليا في إصدار سلسلة من العملات المعدنية غير المتداولة ذات 14 وجهًا بقيمة 50 سنتًا مخصصة للأبراج الصينية في عام 2012.
مستطيلة: أصدرت جيرسي وفيجي عملات معدنية مستطيلة غير متداولة.
بيضاوي: أصدرت فيجي وبولندا بعض العملات المعدنية البيضاوية غير المتداولة.
ربع دائرة: أصدرت بولندا عملة معدنية بقيمة 10 زلوتي على شكل ربع دائرة.
الكرات: أصدرت نيوي أول عملة كروية رسمية (غير متداولة) بقيمة اسمية 7 دولارات نيوزيلندية. وسرعان ما تبعتها دول أخرى بعملات كروية، مثل بولندا وبربادوس. ويُعتبر إصدار الصومال الكروي لدولار واحد بين عامي 2008 و2014 عملة خيالية، إذ لم تصدرها الصومال رسميًا.
ين يانغ: أصدرت فيجي بعض العملات المعدنية على شكل ين يانغ.
القوس (جزء من دائرة بها ثقب): بدأت الصين بإصدار سلسلة من العملات المعدنية على شكل قوس في عام 2000.
القلب: أصدرت العديد من البلدان عملات معدنية غير متداولة على شكل قلب، مثل الصين، جزر كوك، وبولندا.
الخرائط: أصدرت ناورو بعض العملات المعدنية غير المتداولة على شكل خريطة. كما أصدرت أستراليا أيضًا بعض العملات المعدنية غير المتداولة على شكل خريطة (عملات بقيمة دولار واحد على شكل خريطة أستراليا).
غطاء كوكاكولا: أصدرت فيجي بعض العملات المعدنية غير المتداولة على شكل غطاء زجاجة كوكاكولا.
ورقة القنب: أصدرت بنين عملة معدنية غير متداولة بقيمة 100 فرنك أفريقي على شكل ورقة القنب في عام 2011.
الأقنعة: أصدرت فيجي عملة قناع الرجل الحديدي وقناع الرجل العنكبوت في عام 2019، وكلاهما غير متداولين.

## أنظر أيضًا
Spanish flower

## روابط خارجية
Unusual / odd coins around the world